# Editionen in Magic: The Gathering
Das Sammelkartenspiel Magic: The Gathering wird in Editionen (Editionen in Magic: The Gathering) oder Sets verkauft, wobei jedes Jahr eine Vielzahl neuer Karten erscheint.

## Arten von Editionen

### Hauptsets
1993 sind drei Haupteditionen herausgegeben worden (Alpha, Beta und Unlimited), 1994 erschien dann das Hauptset Revised. Die Originalauflage Alpha und die etwas geänderte Auflage Beta wurden später auch als 1. Edition, Unlimited als 2. Edition und Revised als 3. Edition bezeichnet.
Von 1995 bis 2007 wurden dann alle zwei Jahre ein neues Hauptset (4. Edition bis 10. Edition) herausgebracht. Der Begriff Hauptset bzw. englisch Core Set wurde aber erst 2003 mit der 8. Edition eingeführt. Die Hauptsets ab Unlimited bis 10. Edition bestehen aus Karten, die bereits in anderen Editionen (Hauptsets oder Erweiterungen) veröffentlicht wurden (Reprints).
Von 2009 bis 2015 wurde jährlich ein neues Hauptset herausgegeben (Magic 2010, Magic 2011 usw.), welches jeweils etwa zu gleichen Teilen aus neuen Karten und Reprints besteht. Im Jahr 2018 erschien ein neues Hauptset unter dem Namen Hauptset 2019. In diesem befinden sich, zusätzlich zu den neuen Karten, Reprints aus den zuvor erschienenen Erweiterungsblöcken Amonkhet, Kaladesh und Ixalan und den vorherigen Hauptsets. Erscheinungstermin war der 13. Juli 2018.
Hauptsets besitzen kein übergreifendes Thema und die Karten sind regeltechnisch eher einfach gehalten, um sie für Einsteiger attraktiver zu machen.
Die Hauptsets werden im Wesentlichen als 15-Karten-Booster vertrieben. Daneben werden bzw. wurden auch
- Starter Decks (Alpha, Beta, Unlimited, Revised, Vierte Edition, Fünfte Edition),
- Turnierpackungen (Sechste Edition),
- Themendecks (Siebte Edition, Achte Edition, Neunte Edition, Zehnte Edition),
- Intro Packs (Magic 2010, Magic 2011, Magic 2012, Magic 2013, Magic 2014, Magic 2015)
- Großboxen (Revised, Vierte Edition),
- 2-Spieler-Startersets (Sechste Edition, Siebte Edition, Achte Edition (als Hauptspiel herausgegeben), Neunte Edition),
- Fat Packs (Zehnte Edition, Magic 2010, Magic 2011, Magic 2012, Magic 2013, Magic 2014, Magic 2015)
- Event Decks (Magic 2012, Magic 2013, Magic 2014)
- Booster Battle Packs (Magic 2012, Magic 2013, Magic 2014)
- Clash Packs (Magic 2015)
- Deckbau-Boxen/Deck Builder's Toolkits (Magic 2011, Magic 2012, Magic 2013, Magic 2014, Magic 2015)

angeboten. Diese sind aber oft nicht in allen veröffentlichten Sprachen erhältlich.

### Erweiterungen
Bis 2015 wurden jährlich etwa drei neue Editionen als Erweiterung herausgebracht, wobei üblicherweise drei zusammenhängende Editionen einen sogenannten Block bilden. Ein Block besteht aus drei thematisch zusammengehörigen Editionen, die in Abständen von rund drei Monaten veröffentlicht werden. Die erste Edition eines Blocks, die auch meist dem Block den Namen gibt, enthält üblicherweise deutlich mehr Karten als die anderen beiden Editionen. Der überwiegende Teil der Karten in den Blöcken wurde in dieser Form noch nicht gedruckt, außerdem werden grundsätzlich neue Spielmechaniken eingeführt, die oft später nicht weitergeführt werden.
Zwischen Herbst 2015 und Frühling 2018 wurden pro Jahr vier Editionen herausgebracht, wobei stets 2 Editionen einen Block bildeten. Die Veröffentlichung der Sets fand im Oktober, Februar, April und Juli statt, wobei die im Juli veröffentlichte Erweiterung das Hauptset ersetzte.
Seit der Rückkehr der Hauptsets im Sommer 2018 werden erneut jährlich drei Editionen als Erweiterungen herausgebracht, das alte Block-System wurde jedoch abgeschafft. Die drei jährlichen Erweiterungen sind allein stehende Editionen, die in thematischen Blocks zusammenhängen können, welche jedoch nicht an eine feste Anzahl von Sets gebunden sind.
Die Erweiterungen werden ebenfalls im Wesentlichen als Booster vertrieben. Daneben gibt es wie bei den Hauptsets auch Intro Decks, Booster Battle Packs und viele weitere Vertriebsformen.

### Sonstige Ausgaben
Neben den Hauptsets und den Erweiterungen gibt es noch zahlreiche andere Ausgaben:
Zwischen 1997 und 2000 wurden fünf verschiedene Einsteigersets (Portal und Starter) herausgegeben. Diese wurden als Booster, 2-Spieler-Starterset, Großbox, Themendeck vertrieben.
1996 wurde ein Pro Tour Collector Set und 1997 bis 2004 jährlich World Championships Decks herausgegeben, die mit Goldrand und andersartiger Rückseite nicht turnierlegal sind. Dieses beinhalten jeweils vorkonstruierte Decks aus jeweils ca. 60 Karten plus 15 Karten Sideboard, wie sie von den Finalisten der Weltmeisterschaften gespielt wurden.
1998 und 2004 erschien mit Unglued und Unhinged jeweils ein Set mit Silberrand, die humorvoll die Magic-Welt karikieren; diese Karten, die jeweils als Booster erschienen sind, sind ebenfalls nicht turnierlegal.
2007 und 2008 wurden jährlich, seit 2009 werden zweimal im Jahr ein vorkonstruiertes Duel Deck herausgegeben, welches aus zweimal 60 Karten besteht.
Seit 2008 wird jährlich eine Zusammenstellung von 15 oder 20 Reprint-Foil-Karten als From the Vault herausgegeben.
2009 bis 2011 wurde jährlich ein vorkonstruiertes Premium Deck veröffentlicht, welches jeweils aus 60 Foil-Karten besteht.
Weiter gibt es verschiedene Ausgaben, die für spezielle Multiplayer-Spielvarianten konzipiert wurden. So wurden 1997 bis 1999 vier verschiedene Vanguard-Editionen, 2009 und 2012 zwei Planechase-Editionen, 2010 eine Archenemy-Edition sowie 2011 bis 2013 drei Commander-Editionen herausgegeben.
Es gibt noch eine Vielzahl weiterer Erscheinungsformen. So gibt es
- verschiedene Reprint-Ausgaben,
- Karten, die nur auf bestimmten Turnieren ausgegeben werden,
- Karten, die nur auf Turnieren gewonnen werden können,
- Karten, die nur als Beilage in Zeitschriften verfügbar sind.

## Visuelle Gestaltung
Seit der 2003 erschienenen 8. Edition wurden die Karten in einem moderneren Layout herausgebracht. Dies betrifft den Kartenrahmen, die verwendeten Schriftarten und auch die Farben. Die Farbe der Artefaktkarten war anfangs braun und ist seit der 8. Edition grau.
Anfangs gab es seitens der Spielerschaft Proteste aufgrund des neuen Aussehens der Karten. Wizards of the Coast besserte daraufhin an einigen Stellen nach.
In den 2007 erschienenen Editionen Weltenchaos und Blick in die Zukunft hatten einige Karten ein futuristisches Aussehen, welches aber auf diese Editionen beschränkt war.
Bis zur 2005 erschienenen 9. Edition hatten Editionen, die ausschließlich aus Reprints bestehen, einen weißen Rand und die anderen Ausgaben einen schwarzen Rand. Diese Regelung wurde mit der 2007 erschienenen 10. Edition aufgehoben, sodass seitdem alle regulären Editionen mit einem schwarzen Rand herausgegeben wurden. Seit der 1999 erschienenen Edition Urzas Vermächtnis wurden auch Foil-Karten (metallisch glänzende Karten) den Boostern beigemischt. Diese Karten hatten auch bei den Reprint-Ausgaben immer einen schwarzen Rand.
Schließlich gibt es noch Karten mit einem silbernen oder goldenen Rand, spitzen (statt der normalen abgerundeten) Ecken oder einem anderen Rückenbild. Dieses sind Sonderkarten, deren Verwendung in Turnieren nicht zugelassen ist.
Im Jahr 2015 wurde das Design der Karten nochmal leicht verändert. Wichtig sind hier die zusätzlich auf die Karten gedruckten Informationen und die Einführung der speziell entwickelten „Beleren“-Schriftart (Nach Jace Beleren, einem wichtigen Charakter der sog. Lore).

## Thematik der Editionen
Jeweils zwei Editionen, die zu einem Block zusammengefasst sind, haben eine bestimmte Hintergrundgeschichte. Diese Geschichte kann mehrere Blöcke umfassen, wie es bei der Geschichte um Urza, den Weltenwanderer (englisch Planeswalker) der Fall ist. Sie beginnt 1998 im Urza-Block und endet erst 2001 im Invasion-Block mit seinem Tod. Seit dem 2003 erschienenen Mirrodin-Block wird der Gesamtschauplatz auf eine andere Welt transportiert, es entsteht also ein neuer Hintergrund. Doch selbst in diesen Blöcken wird noch auf Elemente aus den vorhergehenden Blöcken zurückgegriffen. So wurde Karn, der Schöpfer Mirrodins im Mirrodin-Block schon von Urza selber im Urza-Block erschaffen und spielte in vielen darauffolgenden Editionen eine Rolle. Bei den älteren Editionen, die nicht auf Deutsch erschienen, ist meist keine solch umfassende Geschichte hinter den Karten verborgen. Dort wurde lediglich eine kleine Hintergrundgeschichte zu den Karten erdacht.

## Liste der Editionen

### Grundsets und Erweiterungen
| Block Deutscher Name                           | Symbol                    | Edition Deutscher Name                                                                      | Veröffentlichung   | verschiedene Karten | Bemerkung |
| ---------------------------------------------- | ------------------------- | ------------------------------------------------------------------------------------------- | ------------------ | --- | --- |
|                                                | kein                      | Limited Edition – Alpha                                                                     | 5. August 1993     | 295 Karten | Die erste Edition von Magic wurde nachträglich Alpha genannt. Schon kurz danach musste aufgrund der hohen Nachfrage nachgedruckt werden. Dieser Nachdruck behob ein paar Probleme von Alpha (wie beispielsweise zwei vergessene Karten) und wird Beta genannt. Alpha-Karten unterscheiden sich allerdings noch durch eine Kleinigkeit von allen nachfolgenden Karten: Sie haben rundere Ecken und dürfen deswegen nur mit undurchsichtigen Hüllen auf offiziellen Turnieren gespielt werden (es sei denn, das Deck besteht ausschließlich aus Alpha-Karten, wodurch das Deck wieder einheitlich wäre). Da auch der Nachdruck der Beta-Karten die immense Nachfrage nicht sättigen konnte, wurde die sogenannte Unlimited-Edition (unbegrenzte Edition) gedruckt, deren weißer Rahmen deutlich machen sollte, dass es sich um einen Nachdruck handelt. Alpha und Beta gelten als 1. Edition, Unlimited als 2. Edition. |
| kein                                           | Limited Edition – Beta    | 4. Oktober 1993                                                                             | 302 Karten         | | Die erste Edition von Magic wurde nachträglich Alpha genannt. Schon kurz danach musste aufgrund der hohen Nachfrage nachgedruckt werden. Dieser Nachdruck behob ein paar Probleme von Alpha (wie beispielsweise zwei vergessene Karten) und wird Beta genannt. Alpha-Karten unterscheiden sich allerdings noch durch eine Kleinigkeit von allen nachfolgenden Karten: Sie haben rundere Ecken und dürfen deswegen nur mit undurchsichtigen Hüllen auf offiziellen Turnieren gespielt werden (es sei denn, das Deck besteht ausschließlich aus Alpha-Karten, wodurch das Deck wieder einheitlich wäre). Da auch der Nachdruck der Beta-Karten die immense Nachfrage nicht sättigen konnte, wurde die sogenannte Unlimited-Edition (unbegrenzte Edition) gedruckt, deren weißer Rahmen deutlich machen sollte, dass es sich um einen Nachdruck handelt. Alpha und Beta gelten als 1. Edition, Unlimited als 2. Edition. |
| kein                                           | Unlimited Edition         | 1. Dezember 1993                                                                            | 302 Karten         | | Die erste Edition von Magic wurde nachträglich Alpha genannt. Schon kurz danach musste aufgrund der hohen Nachfrage nachgedruckt werden. Dieser Nachdruck behob ein paar Probleme von Alpha (wie beispielsweise zwei vergessene Karten) und wird Beta genannt. Alpha-Karten unterscheiden sich allerdings noch durch eine Kleinigkeit von allen nachfolgenden Karten: Sie haben rundere Ecken und dürfen deswegen nur mit undurchsichtigen Hüllen auf offiziellen Turnieren gespielt werden (es sei denn, das Deck besteht ausschließlich aus Alpha-Karten, wodurch das Deck wieder einheitlich wäre). Da auch der Nachdruck der Beta-Karten die immense Nachfrage nicht sättigen konnte, wurde die sogenannte Unlimited-Edition (unbegrenzte Edition) gedruckt, deren weißer Rahmen deutlich machen sollte, dass es sich um einen Nachdruck handelt. Alpha und Beta gelten als 1. Edition, Unlimited als 2. Edition. |
|                                                | Arabian Nights            | 17. Dezember 1993                                                                           | 92 Karten          | Dies war das erste als Erweiterung geltende Set. Der Hintergrund orientiert sich an 1001 Nacht. Ursprünglich sollte für jede Erweiterung eine neue Kartenrückseite eingeführt werden. Dies wurde aber zugunsten der Kompatibilität wieder verworfen. | |
|                                                | Antiquities               | 4. März 1994                                                                                | 100 Karten         | Eine Artefakt-orientierte Erweiterung. | |
| kein                                           | Revised 3. Edition        | April 1994                                                                                  | 306 Karten         | Revised existiert in verschiedenen Sprachen. Die neu eingeführten übersetzten Versionen erschienen sowohl mit schwarzem (Limitierte Auflage) als auch mit weißem (Unlimitierte Auflage) Rand. Die italienische Ausgabe nennt sich Seconda Edizione. In Revised wurden zum ersten Mal manche als zu mächtig erscheinende Karten aus Unlimited (z. B. die „Power Nine“) nicht mehr gedruckt. | |
|                                                | Legends                   | 10. Juni 1994                                                                               | 310 Karten         | Legends führte den Kreaturentyp Legende sowie mehrfarbige Karten ein. | |
|                                                | The Dark                  | 8. August 1994                                                                              | 119 Karten         | | |
|                                                | Fallen Empires            | 15. November 1994                                                                           | 187 Karten         | Fallen Empires war die erste extrem überproduzierte Erweiterung, was dazu führte, dass auch noch heute Booster zu einem erschwinglichen Preis davon verkauft werden. | |
| kein                                           | Fourth Edition 4. Edition | April 1995                                                                                  | 378 Karten         | | |
| Ice Age Eiszeit                                |                           | Ice Age Eiszeit                                                                             | 19. April 1995     | 383 Karten | Der Ice-Age-Block war ursprünglich nicht als Block angelegt und wurde nur nachträglich als solcher gespielt. Ice Age war als erste Erweiterung für Magic geplant, allerdings zog sich die Entwicklung sehr lange hin, weshalb einige andere Erweiterungen bereits vorher veröffentlicht wurden. Homelands gilt als die schwächste Erweiterung bis dato. Sie enthielt nur wenige mächtige Karten und enttäuschte daher viele Spieler. Außerdem passten die Karten weder inhaltlich noch spieltechnisch zu denen von Ice Age und Alliances. Deshalb wurde Homelands im Ice-Age-Block im Jahr 2006 durch die Erweiterung Coldsnap ersetzt, die die Inhalte und Spielmechanismen aus Ice Age und Alliances aufgriff und weiterentwickelte. |
| Ice Age Eiszeit                                |                           | Homelands Heimatländer                                                                      | 20. Oktober 1995   | 140 Karten | Der Ice-Age-Block war ursprünglich nicht als Block angelegt und wurde nur nachträglich als solcher gespielt. Ice Age war als erste Erweiterung für Magic geplant, allerdings zog sich die Entwicklung sehr lange hin, weshalb einige andere Erweiterungen bereits vorher veröffentlicht wurden. Homelands gilt als die schwächste Erweiterung bis dato. Sie enthielt nur wenige mächtige Karten und enttäuschte daher viele Spieler. Außerdem passten die Karten weder inhaltlich noch spieltechnisch zu denen von Ice Age und Alliances. Deshalb wurde Homelands im Ice-Age-Block im Jahr 2006 durch die Erweiterung Coldsnap ersetzt, die die Inhalte und Spielmechanismen aus Ice Age und Alliances aufgriff und weiterentwickelte. |
| Ice Age Eiszeit                                |                           | Alliances Allianzen                                                                         | 10. Juni 1996      | 199 Karten | Der Ice-Age-Block war ursprünglich nicht als Block angelegt und wurde nur nachträglich als solcher gespielt. Ice Age war als erste Erweiterung für Magic geplant, allerdings zog sich die Entwicklung sehr lange hin, weshalb einige andere Erweiterungen bereits vorher veröffentlicht wurden. Homelands gilt als die schwächste Erweiterung bis dato. Sie enthielt nur wenige mächtige Karten und enttäuschte daher viele Spieler. Außerdem passten die Karten weder inhaltlich noch spieltechnisch zu denen von Ice Age und Alliances. Deshalb wurde Homelands im Ice-Age-Block im Jahr 2006 durch die Erweiterung Coldsnap ersetzt, die die Inhalte und Spielmechanismen aus Ice Age und Alliances aufgriff und weiterentwickelte. |
| Mirage Trugbilder                              |                           | Mirage Trugbilder                                                                           | 9. Oktober 1996    | 350 Karten | Der Mirage-Block war der erste, der wirklich als Block aus drei Editionen angelegt war. Dadurch spielten die Mechaniken der einzelnen Editionen besser zusammen als bisher. Mit Weatherlight wurde begonnen, auf den Karten eine Geschichte mit teilweise zentraler Handlung zu erzählen. Dadurch sollte die „Anonymität“ der Karten abgebaut werden. |
| Mirage Trugbilder                              |                           | Visions Visionen                                                                            | 3. Februar 1997    | 167 Karten | Der Mirage-Block war der erste, der wirklich als Block aus drei Editionen angelegt war. Dadurch spielten die Mechaniken der einzelnen Editionen besser zusammen als bisher. Mit Weatherlight wurde begonnen, auf den Karten eine Geschichte mit teilweise zentraler Handlung zu erzählen. Dadurch sollte die „Anonymität“ der Karten abgebaut werden. |
| Mirage Trugbilder                              |                           | Weatherlight Wetterlicht                                                                    | 6. Juni 1997       | 167 Karten | Der Mirage-Block war der erste, der wirklich als Block aus drei Editionen angelegt war. Dadurch spielten die Mechaniken der einzelnen Editionen besser zusammen als bisher. Mit Weatherlight wurde begonnen, auf den Karten eine Geschichte mit teilweise zentraler Handlung zu erzählen. Dadurch sollte die „Anonymität“ der Karten abgebaut werden. |
|                                                | kein oder                 | Fifth Edition 5. Edition                                                                    | 24. März 1997      | 449 Karten | Die Karten der Fünften Edition haben nur in der 1998 erschienenen chinesischen Version ein Erweiterungssymbol. |
| Tempest Sturmwind                              |                           | Tempest Sturmwind                                                                           | 14. Oktober 1997   | 350 Karten | Der Tempest-Block ist geprägt durch seine kleinen, effizienten Kreaturen. In diesem Block wurde die in Weatherlight begonnene Geschichte weitererzählt; zusätzlich dazu erschienen erste zu den Editionen passende Magic-Romane. In Exodus wurden erstmals Collector-Numbers und farbige Editionssymbole auf die Karten gedruckt, mit deren Hilfe es möglich ist, den Seltenheitsgrad einer Karte anhand der Karte selbst festzustellen. |
| Tempest Sturmwind                              |                           | Stronghold Felsenburg                                                                       | 23. Februar 1998   | 143 Karten | Der Tempest-Block ist geprägt durch seine kleinen, effizienten Kreaturen. In diesem Block wurde die in Weatherlight begonnene Geschichte weitererzählt; zusätzlich dazu erschienen erste zu den Editionen passende Magic-Romane. In Exodus wurden erstmals Collector-Numbers und farbige Editionssymbole auf die Karten gedruckt, mit deren Hilfe es möglich ist, den Seltenheitsgrad einer Karte anhand der Karte selbst festzustellen. |
| Tempest Sturmwind                              |                           | Exodus                                                                                      | 8. Juni 1998       | 143 Karten | Der Tempest-Block ist geprägt durch seine kleinen, effizienten Kreaturen. In diesem Block wurde die in Weatherlight begonnene Geschichte weitererzählt; zusätzlich dazu erschienen erste zu den Editionen passende Magic-Romane. In Exodus wurden erstmals Collector-Numbers und farbige Editionssymbole auf die Karten gedruckt, mit deren Hilfe es möglich ist, den Seltenheitsgrad einer Karte anhand der Karte selbst festzustellen. |
| Urza                                           |                           | Urza's Saga Urzas Saga                                                                      | 26. September 1998 | 350 Karten | Der Urza-Block war eigentlich als Block mit vielen Verzauberungen angelegt, allerdings wurden insbesondere Artefakte gespielt. Der Urza-Block gilt als „degeneriert“, da seine Karten zu spielstark waren und es zu Spielen kam, die nur wenige Züge dauerten. Dies führte zum Verbot vieler Karten in Turnierspielen. Urza's Legacy enthielt zum ersten Mal Foil-Karten. |
| Urza                                           |                           | Urza's Legacy Urzas Vermächtnis                                                             | 22. Februar 1999   | 143 Karten | Der Urza-Block war eigentlich als Block mit vielen Verzauberungen angelegt, allerdings wurden insbesondere Artefakte gespielt. Der Urza-Block gilt als „degeneriert“, da seine Karten zu spielstark waren und es zu Spielen kam, die nur wenige Züge dauerten. Dies führte zum Verbot vieler Karten in Turnierspielen. Urza's Legacy enthielt zum ersten Mal Foil-Karten. |
| Urza                                           |                           | Urza's Destiny Urzas Schicksal                                                              | 23. Juni 1999      | 143 Karten | Der Urza-Block war eigentlich als Block mit vielen Verzauberungen angelegt, allerdings wurden insbesondere Artefakte gespielt. Der Urza-Block gilt als „degeneriert“, da seine Karten zu spielstark waren und es zu Spielen kam, die nur wenige Züge dauerten. Dies führte zum Verbot vieler Karten in Turnierspielen. Urza's Legacy enthielt zum ersten Mal Foil-Karten. |
|                                                |                           | Classic 6. Edition                                                                          | 2. Juli 1999       | 350 Karten | Mit der 6. Edition wurden umfangreiche Regeländerungen eingeführt. |
| Masques Masken                                 |                           | Mercadian Masques Merkadische Masken                                                        | 25. Oktober 1999   | 350 Karten | Viele Spieler empfanden, dass der Masken-Block, als Gegenreaktion zum Urza-Block, extrem schwach ausgefallen war. Insgesamt hatte das Spiel durch die Entwicklung der letzten beiden Blöcke unter einem deutlichen Rückgang der Spielerzahlen zu leiden. |
| Masques Masken                                 |                           | Nemesis                                                                                     | 5. Februar 2000    | 143 Karten | Viele Spieler empfanden, dass der Masken-Block, als Gegenreaktion zum Urza-Block, extrem schwach ausgefallen war. Insgesamt hatte das Spiel durch die Entwicklung der letzten beiden Blöcke unter einem deutlichen Rückgang der Spielerzahlen zu leiden. |
| Masques Masken                                 |                           | Prophecy Prophezeiung                                                                       | 15. Juni 2000      | 143 Karten | Viele Spieler empfanden, dass der Masken-Block, als Gegenreaktion zum Urza-Block, extrem schwach ausgefallen war. Insgesamt hatte das Spiel durch die Entwicklung der letzten beiden Blöcke unter einem deutlichen Rückgang der Spielerzahlen zu leiden. |
| Invasion                                       |                           | Invasion                                                                                    | 25. September 2000 | 350 Karten | Im Invasion-Block waren mehrfarbige Karten wichtig und es gab Karten, die Spielern Vorteile brachten, wenn sie möglichst viele Farben spielten. Zugleich bildete der Invasion-Block den Abschluss der zentralen Handlung, die mit dem Tempest-Block begonnen wurde. |
| Invasion                                       |                           | Planeshift Weltenwechsel                                                                    | 26. Januar 2001    | 143 Karten | Im Invasion-Block waren mehrfarbige Karten wichtig und es gab Karten, die Spielern Vorteile brachten, wenn sie möglichst viele Farben spielten. Zugleich bildete der Invasion-Block den Abschluss der zentralen Handlung, die mit dem Tempest-Block begonnen wurde. |
| Invasion                                       |                           | Apocalypse Apokalypse                                                                       | 25. Mai 2001       | 143 Karten | Im Invasion-Block waren mehrfarbige Karten wichtig und es gab Karten, die Spielern Vorteile brachten, wenn sie möglichst viele Farben spielten. Zugleich bildete der Invasion-Block den Abschluss der zentralen Handlung, die mit dem Tempest-Block begonnen wurde. |
|                                                |                           | Seventh Edition 7. Edition                                                                  | 2. April 2001      | 350 Karten | |
| Odyssey Odyssee                                |                           | Odyssey Odyssee                                                                             | 21. September 2001 | 350 Karten | Im Odyssey-Block spielte der Friedhof eine große Rolle; es gab eine große Anzahl an Karten, die den Friedhof manipulieren konnten oder im Friedhof Dinge taten. Torment galt dabei als das schwarze Set, da die Farbe Schwarz hier besonders stark vertreten war. Normalerweise ist die Anzahl der Karten pro Farbe ausgeglichen. Ausgleichend gab es dafür in Judgment mehr weiße und grüne Karten. |
| Odyssey Odyssee                                |                           | Torment Qualen                                                                              | 20. Februar 2002   | 143 Karten | Im Odyssey-Block spielte der Friedhof eine große Rolle; es gab eine große Anzahl an Karten, die den Friedhof manipulieren konnten oder im Friedhof Dinge taten. Torment galt dabei als das schwarze Set, da die Farbe Schwarz hier besonders stark vertreten war. Normalerweise ist die Anzahl der Karten pro Farbe ausgeglichen. Ausgleichend gab es dafür in Judgment mehr weiße und grüne Karten. |
| Odyssey Odyssee                                |                           | Judgment Abrechnung                                                                         | 17. Mai 2002       | 143 Karten | Im Odyssey-Block spielte der Friedhof eine große Rolle; es gab eine große Anzahl an Karten, die den Friedhof manipulieren konnten oder im Friedhof Dinge taten. Torment galt dabei als das schwarze Set, da die Farbe Schwarz hier besonders stark vertreten war. Normalerweise ist die Anzahl der Karten pro Farbe ausgeglichen. Ausgleichend gab es dafür in Judgment mehr weiße und grüne Karten. |
| Onslaught Aufmarsch                            |                           | Onslaught Aufmarsch                                                                         | 27. September 2002 | 350 Karten | Im Onslaught-Block standen die Kreaturen im Mittelpunkt. So enthielt beispielsweise Legions als erste Edition ausschließlich Kreaturen. Zudem spielten die Kreaturentypen zum ersten Mal eine große Rolle. |
| Onslaught Aufmarsch                            |                           | Legions Legionen                                                                            | 31. Januar 2003    | 145 Karten | Im Onslaught-Block standen die Kreaturen im Mittelpunkt. So enthielt beispielsweise Legions als erste Edition ausschließlich Kreaturen. Zudem spielten die Kreaturentypen zum ersten Mal eine große Rolle. |
| Onslaught Aufmarsch                            |                           | Scourge Plagen                                                                              | 17. Mai 2003       | 143 Karten | Im Onslaught-Block standen die Kreaturen im Mittelpunkt. So enthielt beispielsweise Legions als erste Edition ausschließlich Kreaturen. Zudem spielten die Kreaturentypen zum ersten Mal eine große Rolle. |
|                                                |                           | Core Set (Eighth Edition) 8. Edition                                                        | Juli 2003          | 350 Karten | Ab der 8. Edition gibt es den Begriff Hauptset (englisch Core Set). Außerdem führte die 8. Edition zum ersten Mal ein neues Kartenlayout ein, das viel debattiert wurde. |
| Mirrodin                                       |                           | Mirrodin                                                                                    | 3. Oktober 2003    | 306 Karten | Der Mirrodin-Block war der Artefakt-Block. Die Hälfte aller Karten in diesem Block waren Artefakte. |
| Mirrodin                                       |                           | Darksteel Nachtstahl                                                                        | 6. Februar 2004    | 165 Karten | Der Mirrodin-Block war der Artefakt-Block. Die Hälfte aller Karten in diesem Block waren Artefakte. |
| Mirrodin                                       |                           | Fifth Dawn Fünfte Morgenröte                                                                | 4. Juni 2004       | 165 Karten | Der Mirrodin-Block war der Artefakt-Block. Die Hälfte aller Karten in diesem Block waren Artefakte. |
| Kamigawa                                       |                           | Champions of Kamigawa Meister von Kamigawa                                                  | 1. Oktober 2004    | 307 Karten | Der Kamigawa-Block spielt in einer Welt, deren Motive der japanischen Mythologie entstammen. In dieser Welt herrscht ein Krieg zwischen der Geister- und der materiellen Welt. Hier spielen insbesondere die legendären Karten eine wichtige Rolle. |
| Kamigawa                                       |                           | Betrayers of Kamigawa Verräter von Kamigawa                                                 | 4. Februar 2005    | 165 Karten | Der Kamigawa-Block spielt in einer Welt, deren Motive der japanischen Mythologie entstammen. In dieser Welt herrscht ein Krieg zwischen der Geister- und der materiellen Welt. Hier spielen insbesondere die legendären Karten eine wichtige Rolle. |
| Kamigawa                                       |                           | Saviors of Kamigawa Retter von Kamigawa                                                     | 3. Juni 2005       | 165 Karten | Der Kamigawa-Block spielt in einer Welt, deren Motive der japanischen Mythologie entstammen. In dieser Welt herrscht ein Krieg zwischen der Geister- und der materiellen Welt. Hier spielen insbesondere die legendären Karten eine wichtige Rolle. |
|                                                |                           | Core Set (Ninth Edition) 9. Edition                                                         | 29. Juli 2005      | 350 Karten | |
| Ravnica                                        |                           | Ravnica: City of Guilds Ravnica: Stadt der Gilden                                           | 7. Oktober 2005    | 306 Karten | Der Ravnica-Block handelt von zehn Gilden einer Metropole auf einer mit Städten bedeckten Welt. Die zehn Gilden entsprechen den möglichen Zweierkombinationen der fünf Farben |
| Ravnica                                        |                           | Guildpact Gildenbund                                                                        | 3. Februar 2006    | 165 Karten | Der Ravnica-Block handelt von zehn Gilden einer Metropole auf einer mit Städten bedeckten Welt. Die zehn Gilden entsprechen den möglichen Zweierkombinationen der fünf Farben |
| Ravnica                                        |                           | Dissension Zwietracht                                                                       | 5. Mai 2006        | 180 Karten | Der Ravnica-Block handelt von zehn Gilden einer Metropole auf einer mit Städten bedeckten Welt. Die zehn Gilden entsprechen den möglichen Zweierkombinationen der fünf Farben |
| Ice Age Eiszeit                                |                           | Coldsnap Kälteeinbruch                                                                      | 21. Juli 2006      | 155 + 62 (Theme Decks) Karten | Coldsnap wurde als „verlorene“ dritte Edition des Ice-Age-Blocks (1995/96) angekündigt. Auch wenn es sich eigentlich um eine Neuentwicklung handelt, wurde die Edition Homelands aus dem Ice-Age-Block entfernt und durch Coldsnap ersetzt. |
| Time Spiral Zeitspirale                        |                           | Time Spiral Zeitspirale                                                                     | 6. Oktober 2006    | 301 + 121 (Timeshifted) Karten | Hauptthema des Time-Spiral-Blocks sind Karten und Mechaniken aus vorherigen Editionen. In jedem Time-Spiral-Booster ist eine Neuauflage (Reprint) einer älteren Karte zu finden. Insgesamt gibt es 121 dieser timeshifted Karten, die ein violettes Editionszeichen haben. Viele Karten aus Time Spiral sind Anspielungen auf ältere Karten. In Planar Chaos gibt es funktional identische Reprints älterer Karten, allerdings in einer anderen Farbe. In Future Sight waren die timeshifted Karten keine Reprints, sondern Karten mit einem neuen (bisher viel diskutierten) Layout, welche Hinweise auf spätere Magic-Editionen geben sollen. |
| Time Spiral Zeitspirale                        |                           | Planar Chaos Weltenchaos                                                                    | 2. Februar 2007    | 165 Karten | Hauptthema des Time-Spiral-Blocks sind Karten und Mechaniken aus vorherigen Editionen. In jedem Time-Spiral-Booster ist eine Neuauflage (Reprint) einer älteren Karte zu finden. Insgesamt gibt es 121 dieser timeshifted Karten, die ein violettes Editionszeichen haben. Viele Karten aus Time Spiral sind Anspielungen auf ältere Karten. In Planar Chaos gibt es funktional identische Reprints älterer Karten, allerdings in einer anderen Farbe. In Future Sight waren die timeshifted Karten keine Reprints, sondern Karten mit einem neuen (bisher viel diskutierten) Layout, welche Hinweise auf spätere Magic-Editionen geben sollen. |
| Time Spiral Zeitspirale                        |                           | Future Sight Blick in die Zukunft                                                           | 4. Mai 2007        | 180 Karten | Hauptthema des Time-Spiral-Blocks sind Karten und Mechaniken aus vorherigen Editionen. In jedem Time-Spiral-Booster ist eine Neuauflage (Reprint) einer älteren Karte zu finden. Insgesamt gibt es 121 dieser timeshifted Karten, die ein violettes Editionszeichen haben. Viele Karten aus Time Spiral sind Anspielungen auf ältere Karten. In Planar Chaos gibt es funktional identische Reprints älterer Karten, allerdings in einer anderen Farbe. In Future Sight waren die timeshifted Karten keine Reprints, sondern Karten mit einem neuen (bisher viel diskutierten) Layout, welche Hinweise auf spätere Magic-Editionen geben sollen. |
|                                                |                           | Core Set (Tenth Edition) 10. Edition                                                        | 13. Juli 2007      | 383 Karten | Die Karten dieses Hauptsets besitzen im Gegensatz zu den vorhergehenden Hauptsets einen schwarzen Rand. Ebenfalls neu ist, dass zum ersten Mal in einem Hauptset legendäre Kreaturen enthalten sind. Außerdem sind erstmals in den Boostern Spielsteinkarten enthalten. |
| Lorwyn                                         |                           | Lorwyn                                                                                      | 12. Oktober 2007   | 301 Karten | Lorwyn und Morningtide bilden einen Block, der aus nur zwei Editionen besteht. Der darauf folgende Block besteht ebenfalls aus zwei Editionen, Shadowmoor und Eventide. Die beiden Blöcke sind thematisch unabhängig. Dabei greift Lorwyn wieder das Thema Tribal auf, in Shadowmoor und Eventide hingegen sind auch wieder Hybridkarten, wie aus Ravnica, vorhanden. Trotz der thematischen Unabhängigkeit sind die Geschichten der beiden Blöcke miteinander verbunden (Shadowmoor ist Lorwyn nach einer eingreifenden Katastrophe). |
| Lorwyn                                         |                           | Morningtide Morgenluft                                                                      | 1. Februar 2008    | 150 Karten | Lorwyn und Morningtide bilden einen Block, der aus nur zwei Editionen besteht. Der darauf folgende Block besteht ebenfalls aus zwei Editionen, Shadowmoor und Eventide. Die beiden Blöcke sind thematisch unabhängig. Dabei greift Lorwyn wieder das Thema Tribal auf, in Shadowmoor und Eventide hingegen sind auch wieder Hybridkarten, wie aus Ravnica, vorhanden. Trotz der thematischen Unabhängigkeit sind die Geschichten der beiden Blöcke miteinander verbunden (Shadowmoor ist Lorwyn nach einer eingreifenden Katastrophe). |
| Shadowmoor Schattenmoor                        |                           | Shadowmoor Schattenmoor                                                                     | 2. Mai 2008        | 301 Karten | Lorwyn und Morningtide bilden einen Block, der aus nur zwei Editionen besteht. Der darauf folgende Block besteht ebenfalls aus zwei Editionen, Shadowmoor und Eventide. Die beiden Blöcke sind thematisch unabhängig. Dabei greift Lorwyn wieder das Thema Tribal auf, in Shadowmoor und Eventide hingegen sind auch wieder Hybridkarten, wie aus Ravnica, vorhanden. Trotz der thematischen Unabhängigkeit sind die Geschichten der beiden Blöcke miteinander verbunden (Shadowmoor ist Lorwyn nach einer eingreifenden Katastrophe). |
| Shadowmoor Schattenmoor                        |                           | Eventide Abendkühle                                                                         | 25. Juli 2008      | 180 Karten | Lorwyn und Morningtide bilden einen Block, der aus nur zwei Editionen besteht. Der darauf folgende Block besteht ebenfalls aus zwei Editionen, Shadowmoor und Eventide. Die beiden Blöcke sind thematisch unabhängig. Dabei greift Lorwyn wieder das Thema Tribal auf, in Shadowmoor und Eventide hingegen sind auch wieder Hybridkarten, wie aus Ravnica, vorhanden. Trotz der thematischen Unabhängigkeit sind die Geschichten der beiden Blöcke miteinander verbunden (Shadowmoor ist Lorwyn nach einer eingreifenden Katastrophe). |
| Alara                                          |                           | Shards of Alara Fragmente von Alara                                                         | 3. Oktober 2008    | 249 Karten | In Fragmente von Alara spielen mehrfarbige Karten erneut eine wichtige Rolle, wobei besonderes Gewicht auf fünf Dreifarb-Kombinationen gelegt wurde. Außerdem wurde eine neue Seltenheitsstufe für Karten eingeführt: Sagenhaft (englisch: mythic). Sagenhafte Karten ersetzen in rund jedem achten Booster die seltene Karte und haben ein rot-oranges Editionssymbol. |
| Alara                                          |                           | Conflux                                                                                     | 6. Februar 2009    | 145 Karten | In Fragmente von Alara spielen mehrfarbige Karten erneut eine wichtige Rolle, wobei besonderes Gewicht auf fünf Dreifarb-Kombinationen gelegt wurde. Außerdem wurde eine neue Seltenheitsstufe für Karten eingeführt: Sagenhaft (englisch: mythic). Sagenhafte Karten ersetzen in rund jedem achten Booster die seltene Karte und haben ein rot-oranges Editionssymbol. |
| Alara                                          |                           | Alara Reborn Alara: Die Erneuerung                                                          | 30. April 2009     | 145 Karten | In Fragmente von Alara spielen mehrfarbige Karten erneut eine wichtige Rolle, wobei besonderes Gewicht auf fünf Dreifarb-Kombinationen gelegt wurde. Außerdem wurde eine neue Seltenheitsstufe für Karten eingeführt: Sagenhaft (englisch: mythic). Sagenhafte Karten ersetzen in rund jedem achten Booster die seltene Karte und haben ein rot-oranges Editionssymbol. |
|                                                |                           | Magic 2010                                                                                  | 17. Juli 2009      | 249 Karten | Das elfte Hauptset bringt einige Änderungen mit sich: So erscheinen die Hauptsets jetzt jährlich, rund die Hälfte der Karten sind jetzt neue Karten und das Hauptset wird jetzt nach dem auf das Erscheinungsjahr folgende Jahr benannt. Ferner wurden einige Regeländerungen verfasst. |
| Zendikar                                       |                           | Zendikar                                                                                    | 2. Oktober 2009    | 269 Karten | Dieser Block konzentriert sich in den ersten beiden Sets auf das zuvor eher seltener behandelte Thema »Land«. So wurde z. B. das neue Fähigkeitsschlüsselwort Landung (engl. Landfall) eingeführt. Aber auch alte Fähigkeiten wie Bonus (engl. Kicker) oder Ideen wie Enemy Fetch Lands (z. B.; das »enemy« bezieht sich hier auf die Feindschaft zwischen den Farben) wurden wieder aufgegriffen oder erweitert (Multikicker). |
| Zendikar                                       |                           | Worldwake Weltenerwachen                                                                    | 5. Februar 2010    | 145 Karten | Dieser Block konzentriert sich in den ersten beiden Sets auf das zuvor eher seltener behandelte Thema »Land«. So wurde z. B. das neue Fähigkeitsschlüsselwort Landung (engl. Landfall) eingeführt. Aber auch alte Fähigkeiten wie Bonus (engl. Kicker) oder Ideen wie Enemy Fetch Lands (z. B.; das »enemy« bezieht sich hier auf die Feindschaft zwischen den Farben) wurden wieder aufgegriffen oder erweitert (Multikicker). |
| Zendikar                                       |                           | Rise of the Eldrazi Aufstieg der Eldrazi                                                    | 23. April 2010     | 248 Karten | Dieser Block konzentriert sich in den ersten beiden Sets auf das zuvor eher seltener behandelte Thema »Land«. So wurde z. B. das neue Fähigkeitsschlüsselwort Landung (engl. Landfall) eingeführt. Aber auch alte Fähigkeiten wie Bonus (engl. Kicker) oder Ideen wie Enemy Fetch Lands (z. B.; das »enemy« bezieht sich hier auf die Feindschaft zwischen den Farben) wurden wieder aufgegriffen oder erweitert (Multikicker). |
|                                                |                           | Magic 2011                                                                                  | 16. Juli 2010      | 249 Karten | Das zwölfte Hauptset bringt u. a. die Schlüsselwort-Aktion „Hellsicht“ (engl. „Scry“) zurück, die Schlüsselwort-Fähigkeit „Todesberührung“ (engl. „Deathtouch“) wurde seit dem letzten Hauptset erneut überarbeitet. Weiterhin enthält „Magic 2011“ verschiedene Zyklen, u. a. einen Titanen-, einen „Tap Lands“- und einen Ley-Linien-Zyklus sowie die Lorwyn-Planeswalker. |
| Scars of Mirrodin Die Narben von Mirrodin      |                           | Scars of Mirrodin Die Narben von Mirrodin                                                   | 1. Oktober 2010    | 249 Karten | Im Die Narben von Mirrodin-Block kehren die Spieler zum Metallplaneten Mirrodin zurück, auf welchem Phyrexianische Lebewesen (Schreckliche Kreaturen, die andere Lebewesen infizieren) anfangen, die Herrschaft über den Planeten zu erringen. Am Ende gibt es einen Krieg zwischen den Phyrexianern und den Mirran-Truppen, welche ihren Planeten verteidigen wollen. Jedoch gewinnen die Phyrexianer, Mirrodin heißt seitdem „Das Neue Phyrexia“. |
| Scars of Mirrodin Die Narben von Mirrodin      |                           | Mirrodin Besieged Mirrodins Belagerung                                                      | 4. Februar 2011    | 155 Karten | Im Die Narben von Mirrodin-Block kehren die Spieler zum Metallplaneten Mirrodin zurück, auf welchem Phyrexianische Lebewesen (Schreckliche Kreaturen, die andere Lebewesen infizieren) anfangen, die Herrschaft über den Planeten zu erringen. Am Ende gibt es einen Krieg zwischen den Phyrexianern und den Mirran-Truppen, welche ihren Planeten verteidigen wollen. Jedoch gewinnen die Phyrexianer, Mirrodin heißt seitdem „Das Neue Phyrexia“. |
| Scars of Mirrodin Die Narben von Mirrodin      |                           | New Phyrexia Das neue Phyrexia                                                              | 13. Mai 2011       | 175 Karten | Im Die Narben von Mirrodin-Block kehren die Spieler zum Metallplaneten Mirrodin zurück, auf welchem Phyrexianische Lebewesen (Schreckliche Kreaturen, die andere Lebewesen infizieren) anfangen, die Herrschaft über den Planeten zu erringen. Am Ende gibt es einen Krieg zwischen den Phyrexianern und den Mirran-Truppen, welche ihren Planeten verteidigen wollen. Jedoch gewinnen die Phyrexianer, Mirrodin heißt seitdem „Das Neue Phyrexia“. |
|                                                |                           | Magic 2012                                                                                  | 15. Juli 2011      | 249 Karten | |
| Innistrad                                      |                           | Innistrad                                                                                   | 30. September 2011 | 264 Karten | Der „Innistrad-Block“ handelt von einer düsteren Welt namens Innistrad, in welcher Menschen, Vampire und Werwölfe einen erbitterten Kampf gegeneinander ausfechten. In der Edition wurden neue Keywörter wie „Morbide“, „Transformieren“ und „Mirakulum“ eingeführt. Außerdem findet man auch Keywörter wie „Rückblende“ und „Kampf“ wieder. |
| Innistrad                                      |                           | Dark Ascension Dunkles Erwachen                                                             | 3. Februar 2012    | 158 Karten | Der „Innistrad-Block“ handelt von einer düsteren Welt namens Innistrad, in welcher Menschen, Vampire und Werwölfe einen erbitterten Kampf gegeneinander ausfechten. In der Edition wurden neue Keywörter wie „Morbide“, „Transformieren“ und „Mirakulum“ eingeführt. Außerdem findet man auch Keywörter wie „Rückblende“ und „Kampf“ wieder. |
| Innistrad                                      |                           | Avacyn Restored Avacyns Rückkehr                                                            | 4. Mai 2012        | 244 + 6 (Open the Helvault) Karten | Der „Innistrad-Block“ handelt von einer düsteren Welt namens Innistrad, in welcher Menschen, Vampire und Werwölfe einen erbitterten Kampf gegeneinander ausfechten. In der Edition wurden neue Keywörter wie „Morbide“, „Transformieren“ und „Mirakulum“ eingeführt. Außerdem findet man auch Keywörter wie „Rückblende“ und „Kampf“ wieder. |
|                                                |                           | Magic 2013                                                                                  | 13. Juli 2012      | 249 Karten | |
| Return to Ravnica                              |                           | Return to Ravnica Rückkehr nach Ravnica                                                     | 5. Oktober 2012    | 274 Karten | Dieser Block handelt von Ravnica und den zehn Gilden, den unter ihnen erneut aufgeflammten Konflikt und das Schicksal der Welt. |
| Return to Ravnica                              |                           | Gatecrash Gildensturm                                                                       | 1. Februar 2013    | 249 Karten | Dieser Block handelt von Ravnica und den zehn Gilden, den unter ihnen erneut aufgeflammten Konflikt und das Schicksal der Welt. |
| Return to Ravnica                              |                           | Dragon's Maze Labyrinth des Drachen                                                         | 3. Mai 2013        | 156 Karten | Dieser Block handelt von Ravnica und den zehn Gilden, den unter ihnen erneut aufgeflammten Konflikt und das Schicksal der Welt. |
|                                                |                           | Magic 2014                                                                                  | 19. Juli 2013      | 249 Karten | |
| Theros                                         |                           | Theros                                                                                      | 27. September 2013 | 249 + 15 (Im Angesicht der Hydra) + 7 (Hero's Path) Karten | Theros handelt von Kreaturen aus der antiken griechisch-römischen Mythologie, wie z. B. Göttern, Harpyen, Chimären, Minotauren. |
| Theros                                         |                           | Born of the Gods Kinder der Götter                                                          | 7. Februar 2014    | 165 + 15 (Battle the Horde) + 7 (Hero's Path) Karten | Theros handelt von Kreaturen aus der antiken griechisch-römischen Mythologie, wie z. B. Göttern, Harpyen, Chimären, Minotauren. |
| Theros                                         |                           | Journey into Nyx Reise nach Nyx                                                             | 2. Mai 2014        | 165 + 15 (Defeat a God) + 8 (Hero's Path) Karten | Theros handelt von Kreaturen aus der antiken griechisch-römischen Mythologie, wie z. B. Göttern, Harpyen, Chimären, Minotauren. |
|                                                |                           | Magic 2015                                                                                  | 18. Juli 2014      | 269 Karten | In Magic 2015 wurde zum ersten Mal ein neues Kartenlayout mit einem kleinen Hologramm in der Mitte der Unterseite der Karte verwendet, um die Fälschung von Karten zu erschweren. |
| Khans of Tarkir Khane von Tarkir               |                           | Khans of Tarkir Khane von Tarkir                                                            | 26. September 2014 | 269 Karten | Im Khane von Tarkir-Block wird die Geschichte der Welt Tarkir erzählt. Im ersten Set des Blocks wird die Welt von fünf Klanen beherrscht, unter der Führung jeweils eines Khans. Drachen sind hier ausgerottet. Das zweite Set – Schmiede des Schicksals – führt den Planeswalker Sarkhan Vol mehrere tausend Jahre in die Vergangenheit von Tarkir, wo sich das Schicksal der Drachen und der Khans entschieden hat. Das dritte Set zeigt die Welt, wie sie nach Sarkhans Einmischung aussieht: Die Drachen überlebten und die menschlichen Klane wurden zerschlagen und durch Drachen-Klane ersetzt, die durch jeweils einen legendären Drachen angeführt werden. Vor allem hat Sarkhan den Drachen-Planeswalker Ugin vor dem Tode gerettet. |
| Khans of Tarkir Khane von Tarkir               |                           | Fate Reforged Schmiede des Schicksals                                                       | 23. Januar 2015    | 185 + 26 (Ugin's Fate) Karten | Im Khane von Tarkir-Block wird die Geschichte der Welt Tarkir erzählt. Im ersten Set des Blocks wird die Welt von fünf Klanen beherrscht, unter der Führung jeweils eines Khans. Drachen sind hier ausgerottet. Das zweite Set – Schmiede des Schicksals – führt den Planeswalker Sarkhan Vol mehrere tausend Jahre in die Vergangenheit von Tarkir, wo sich das Schicksal der Drachen und der Khans entschieden hat. Das dritte Set zeigt die Welt, wie sie nach Sarkhans Einmischung aussieht: Die Drachen überlebten und die menschlichen Klane wurden zerschlagen und durch Drachen-Klane ersetzt, die durch jeweils einen legendären Drachen angeführt werden. Vor allem hat Sarkhan den Drachen-Planeswalker Ugin vor dem Tode gerettet. |
| Khans of Tarkir Khane von Tarkir               |                           | Dragons of Tarkir Drachen von Tarkir                                                        | 27. März 2015      | 264 Karten | Im Khane von Tarkir-Block wird die Geschichte der Welt Tarkir erzählt. Im ersten Set des Blocks wird die Welt von fünf Klanen beherrscht, unter der Führung jeweils eines Khans. Drachen sind hier ausgerottet. Das zweite Set – Schmiede des Schicksals – führt den Planeswalker Sarkhan Vol mehrere tausend Jahre in die Vergangenheit von Tarkir, wo sich das Schicksal der Drachen und der Khans entschieden hat. Das dritte Set zeigt die Welt, wie sie nach Sarkhans Einmischung aussieht: Die Drachen überlebten und die menschlichen Klane wurden zerschlagen und durch Drachen-Klane ersetzt, die durch jeweils einen legendären Drachen angeführt werden. Vor allem hat Sarkhan den Drachen-Planeswalker Ugin vor dem Tode gerettet. |
|                                                |                           | Magic Origins Magic Ursprünge                                                               | 17. Juli 2015      | 288 Karten | Magic Origins wurde als das letzte Hauptset angekündigt. Damit wurde auch die Blockstruktur geändert: Von nun an würden jeweils zwei Blöcke mit je zwei Sets pro Jahr erscheinen. |
| Battle for Zendikar Kampf um Zendikar          |                           | Battle for Zendikar Kampf um Zendikar                                                       | 2. Oktober 2015    | 299 +45 (Expeditions) Karten | In diesem Block wird die Welt Zendikar erneut besucht. Noch immer tobt der Kampf gegen die Eldrazi, von denen aber nur noch Ulamog und Kozilek sich auf dieser Welt aufzuhalten scheinen. Mehrere Planeswalker versammeln sich hier, um diese Gefahr ein für alle Mal zu bannen. |
| Battle for Zendikar Kampf um Zendikar          |                           | Oath of the Gatewatch Eid der Wächter                                                       | 22. Januar 2016    | 186 Karten | In diesem Block wird die Welt Zendikar erneut besucht. Noch immer tobt der Kampf gegen die Eldrazi, von denen aber nur noch Ulamog und Kozilek sich auf dieser Welt aufzuhalten scheinen. Mehrere Planeswalker versammeln sich hier, um diese Gefahr ein für alle Mal zu bannen. |
| Shadows over Innistrad Schatten über Innistrad |                           | Shadows over Innistrad Schatten über Innistrad                                              | 8. April 2016      | 297 Karten | Dieser Block führt die Geschichte zurück zu den Geschehnissen und Konflikten auf der Welt Innistrad. Der Planeswalker Jace, auf der Suche nach Sorin Markov, untersucht die mysteriösen Ereignisse auf Innistrad und deckt Schritt für Schritt die Hintergründe für den sich hier ausbreitenden Wahnsinn auf. |
| Shadows over Innistrad Schatten über Innistrad |                           | Eldritch Moon Düstermond                                                                    | 22. Juli 2016      | 205 Karten | Dieser Block führt die Geschichte zurück zu den Geschehnissen und Konflikten auf der Welt Innistrad. Der Planeswalker Jace, auf der Suche nach Sorin Markov, untersucht die mysteriösen Ereignisse auf Innistrad und deckt Schritt für Schritt die Hintergründe für den sich hier ausbreitenden Wahnsinn auf. |
| Kaladesh                                       |                           | Kaladesh                                                                                    | 30. September 2016 | 264 + 54 (Inventions) Karten | Im Kaladesh Block sehen wir zunächst die atemberaubende Erfindermesse, welche ihre Besucher mit allerlei Kreationen und Innovationen zum Staunen bringt. Die Geschichte nimmt jedoch eine düstere Wendung, während der wir alles über die Vergangenheit Chandra Nalaars und die Rebellion auf Kaladesh erfahren. |
| Kaladesh                                       |                           | Aether Revolt Äther Rebellion                                                               | 20. Januar 2017    | 184 Karten | Im Kaladesh Block sehen wir zunächst die atemberaubende Erfindermesse, welche ihre Besucher mit allerlei Kreationen und Innovationen zum Staunen bringt. Die Geschichte nimmt jedoch eine düstere Wendung, während der wir alles über die Vergangenheit Chandra Nalaars und die Rebellion auf Kaladesh erfahren. |
| Amonkhet                                       |                           | Amonkhet                                                                                    | 28. April 2017     | 269 + 54 (Invocations) Karten | Amonkhet handelt von Kreaturen aus der antiken ägyptischen Mythologie wie bspw. Mumien, Göttern, Skarabäus, Schakalmännern. In dieser Edition werden die Keywörter „Erschöpfen“ und „Einbalsamieren“ eingeführt. |
| Amonkhet                                       |                           | Hour of Devastation Stunde der Vernichtung                                                  | 14. Juli 2017      | 199 Karten | Amonkhet handelt von Kreaturen aus der antiken ägyptischen Mythologie wie bspw. Mumien, Göttern, Skarabäus, Schakalmännern. In dieser Edition werden die Keywörter „Erschöpfen“ und „Einbalsamieren“ eingeführt. |
| Ixalan                                         |                           | Ixalan                                                                                      | 29. September 2017 | 279 Karten | In Ixalan dreht sich vieles rund um die wilde und „ursprüngliche“ Natur, voller Dinosaurier, Piraten und anderen Kreaturen. In dieser Edition wurde das Schlüsselwort „Erzürnen“ eingeführt, zudem wurden die Mechaniken „Überfall“ aus dem Tarkir-Block sowie die Mechanik der Fahrzeuge aus dem Kaladesh-Block wieder aufgegriffen. |
| Ixalan                                         |                           | Rivals of Ixalan Rivalen von Ixalan                                                         | 19. Januar 2018    | 196 Karten | In Ixalan dreht sich vieles rund um die wilde und „ursprüngliche“ Natur, voller Dinosaurier, Piraten und anderen Kreaturen. In dieser Edition wurde das Schlüsselwort „Erzürnen“ eingeführt, zudem wurden die Mechaniken „Überfall“ aus dem Tarkir-Block sowie die Mechanik der Fahrzeuge aus dem Kaladesh-Block wieder aufgegriffen. |
| Sets nach Abschaffung der Block-Struktur       |                           |                                                                                             |                    | | |
|                                                |                           | Dominaria                                                                                   | 27. April 2018     | 269 Karten | Dominaria – Rückkehr in die Welt von Dominaria. |
|                                                |                           | Core Set 2019 Hauptset 2019                                                                 | 13. Juli 2018      | 280 Karten | |
|                                                |                           | Guilds of Ravnica Gilden von Ravnica                                                        | 5. Oktober 2018    | 259 + 8 (Mythic Edition) + 127 (Guild Kit) Karten | Die dritte Rückkehr in die Welt von Ravnica. |
|                                                |                           | Ravnica Allegiance Ravnicas Treue                                                           | 25. Januar 2019    | 259 + 8 (Mythic Edition) + 133 (Guild Kit) Karten | |
|                                                |                           | War of the Spark Krieg der Funken                                                           | 3. Mai 2019        | 264 + 8 (Mythic Edition) Karten | |
|                                                |                           | Core Set 2020 Hauptset 2020                                                                 | 12. Juli 2019      | 280 Karten | |
|                                                |                           | Throne of Eldraine                                                                          | 4. Oktober 2019    | 269 Karten | |
|                                                |                           | Theros Beyond Death Theros Jenseits des Todes                                               | 24. Januar 2020    | 254 Karten | In Theros kämpft das Pantheon der Götter um die Hingabe seiner sterblichen Untertanen. In der Unterwelt gibt es dagegen nur einen Herrn: den Herrn der Toten. Befreie dich als wiedergeborener Held aus den Fesseln des Todes. Wähle deinen Gott und kämpfe in seinem Namen … oder schmiede dein eigenes Schicksal. |
|                                                |                           | Ikoria – Lair of Behemoths Ikoria – Reich des Behemoths                                     | 15. Mai 2020       | 274 Karten | „Auf der heimtückischen Welt Ikoria kämpfen riesige Bestien ums Überleben, während sich Menschen am unteren Ende der Nahrungskette verstecken– in ständiger Angst vor den Kreaturen jenseits der Mauern und den menschlichen Verrätern, die als „Bynder“ bekannt sind und glauben, dass die Monster nur missverstanden werden.“ |
|                                                |                           | Core Set 2021 Hauptset 2021                                                                 | 3. Juli 2020       | 277 Karten | „Teferi hat einige der berühmtesten Magic-Flashbacks sowie mächtige neue Karten beschworen – dieses Set ist zu episch für eine einzelne Zeitlinie. Ziehe mit dem Hauptset 2021 deine Kraft aus der Quelle.“ |
|                                                |                           | Zendikar Rising Zendikars Erneuerung                                                        | 25. September 2020 | 285 + 30 (Expeditions) Karten | |
|                                                |                           | Kaldheim Kaldheim                                                                           | 5. Februar 2021    | 285 Karten | Die Edition spiegelt Elemente der nordischen Götterwelt und Mythologie wider, zudem wurde der Mechanismus der Schneebedeckten Länder zurückgebracht. |
|                                                |                           | Strixhaven – School of Mages Strixhaven – Akademie der Magier                               | 23. April 2021     | 285 + 126 (Mystical Archive) Karten | |
|                                                |                           | Adventures in the Forgotten Realms Abenteuer in den Vergessene Reichen                      | 23. Juli 2021      | 281 Karten | Die Edition greift Helden, Wesen und Orte aus dem Fantasyuniversum der Vergessenen Reiche auf. |
|                                                |                           | Innistrad: Midnight Hunt Innistrad: Mitternachtsjagd                                        | 24. September 2021 | 277 Karten | Das Hauptthema der Edition sind Werwölfe, die zusammen mit einem neuen Tag-Nacht-Mechanismus zusammenwirken. |
|                                                |                           | Innistrad: Crimson Vow Innistrad: Blutroter Bund                                            | 11. November 2021  | 282 Karten | Das Hauptthema der Edition sind Vampire. |
|                                                |                           | Kamigawa: Neon Dynasty Kamigawa: Neon Dynasty                                               | 18. Februar 2022   | 302 + 30 (Alchemy) Karten | Eine Rückkehr in die Welt von Kamigawa, diesmal aber in einem Science-Fiction-Setting. Leitthema ist der Gegensatz von Tradition und Fortschritt. |
|                                                |                           | Strassen von Neu-Capenna Streets of New Capenna                                             | 29. April 2022     | 281 + 30 (Alchemy) Karten | Eine Welt inspiriert von klassischen Gangsterfilmen. |
|                                                |                           | Dominarias Bund Dominaria United                                                            | 9. September 2022  | 281 Karten | |
|                                                |                           | Krieg der Brüder The Brothers' War                                                          | 18. November 2022  | 288 + 126 (Retro Artifacts) + 31 (Transformers) + 30 (Alchemy) Karten | |
|                                                |                           | Phyrexia: Alles wird eins Phyrexia: All Will Be One                                         | 10. Februar 2023   | 276 + 4 (Alchemy) Karten | |
|                                                |                           | Der Herr der Ringe: Geschichten aus Mittelerde The Lord of the Rings: Tales of middle-earth | 26. Juni 2023      | | Die Edition ist thematisch in Mittelerde zur Zeit des Ringkrieges angesiedelt. |
|                                                |                           | Wildnis von Eldraine Wilds of Eldraine                                                      | 8. September 2023  | 266 Karten | |
|                                                |                           | Die verlorenen Höhlen von Ixalan The Lost Caverns of Ixalan                                 | 17. November 2023  | 291 Karten | |
|                                                |                           | Outlaws von Thunder Junction Outlaws of Thunder Junction                                    | 19. April 2024     | 276 + 65 (Breaking News) + 30 (The Big Score) Karten | |
|                                                |                           | Bloomburrow                                                                                 | 02. August 2024    | 281 Karten | Die Edition spielt auf der neuen Plane Bloomburrow, auf der es keine Menschen gibt, sondern nur anthropomorphe Tiere. |
|                                                |                           | Duskmourn: Haus des Schreckens Duskmourn: House of Horror                                   | 27. September 2024 | 286 Karten | Die Edition behandelt verschiedene moderne Horrorelemente und ist u. a. inspiriert von den Horrorfilmen der 1970er, 80er und 90er Jahre. |
|                                                |                           | Ätherdrift Aetherdrift                                                                      | 14. Februar 2025   | 276 Karten | |
|                                                |                           | Tarkir: Drachensturm Tarkir: Dragonstorm                                                    | 11. April 2025     | 286 Karten | |
|                                                |                           | Final Fantasy                                                                               | 13. Juni 2025      | 309 Karten | Die Edition basiert auf der Computer-Rollenspiel-Serie Final Fantasy. |

### Duel Decks
Jede Edition enthält 2 Decks mit je 60 Karten.
| Symbol | Edition Deutscher Name                                         | Veröffentlichung  | verschiedene Karten | Bemerkung |
| ------ | -------------------------------------------------------------- | ----------------- | ------------------- | --- |
|        | Duel Decks: Elves vs. Goblins                                  | 16. November 2007 | 62 Karten           | Dieses erste Duel-Decks-Set enthält ein grünes Elfen- und ein rotes Goblins-Deck mit jeweils 60 Karten zuzüglich 3 verschiedener Tokens und erschien in englischer Sprache. |
|        | Duel Decks: Jace vs. Chandra                                   | 7. November 2008  | 62 Karten           | Dieses Duel-Decks-Set enthält ein blaues Deck um Jace Beleren und ein rotes Deck um Chandra Nalaar mit jeweils 60 Karten zuzüglich 3 Tokens und erschien in englischer und japanischer Sprache.                                                                                |
|        | Duel Decks: Divine vs. Demonic                                 | 10. April 2009    | 62 Karten           | Dieses Duel-Decks-Set enthält ein weißes göttliches Deck und ein schwarzes dämonisches Deck mit jeweils 60 Karten zuzüglich 3 verschiedener Tokens und erschien in englischer Sprache.                                                                                         |
|        | Duel Decks: Garruk vs. Liliana                                 | 30. Oktober 2009  | 63 Karten           | Dieses Duel-Decks-Set enthält ein grünes Deck um Garruk Wildspeaker und schwarzes Deck um Liliana Vess mit jeweils 60 Karten zuzüglich 3 verschiedener Tokens und erschien in englischer Sprache.                                                                              |
|        | Duel Decks: Phyrexia vs. The Coalition                         | 19. März 2010     | 71 Karten           | Dieses Duel-Decks-Set enthält ein schwarzes Phyrexia-Deck und ein fünffarbiges Deck der Koalition mit jeweils 60 Karten zuzüglich 3 verschiedener Tokens und erschien in englischer Sprache.                                                                                   |
|        | Duel Decks: Elspeth vs. Tezzeret                               | 3. September 2010 | 79 Karten           | Dieses Duel-Decks-Set enthält ein weißes Deck um Elspeth, fahrende Ritterin und ein blaues Deck um Tezzeret der Sucher mit jeweils 60 Karten zuzüglich Soldaten-Token und erschien in englischer, deutscher, französischer, italienischer, spanischer und japanischer Sprache. |
|        | Duel Decks: Knights vs. Dragons Duel Decks: Ritter vs. Drachen | 1. April 2011     | 81 Karten           | Dieses Duel-Decks-Set enthält ein weiß/grünes Ritter- und ein rotes Drachen-Deck mit jeweils 60 Karten zuzüglich Goblin-Token und erschien in englischer, deutscher, französischer, italienischer und spanischer Sprache.                                                      |
|        | Duel Decks: Mirrodin Pure vs. New Phyrexia                     | 14. Mai 2011      | 88 Karten           | Online-Produkt |
|        | Duel Decks: Ajani vs. Nicol Bolas                              | 2. September 2011 | 80 Karten           | Dieses Duel-Decks-Set enthält ein grün/weiß/rotes Deck um Ajani der Rächer und ein schwarz/blau/rotes Deck um Planeswalker Nicol Bolas mit jeweils 60 Karten und erschien in englischer, deutscher, französischer, italienischer und spanischer Sprache.                       |
|        | Duel Decks: Venser vs. Koth                                    | 30. März 2012     | 77 Karten           | Dieses Duel-Decks-Set enthält ein blau/weißes Deck um Venser, the Sojourner und ein rotes Deck um Koth of the Hammer mit jeweils 60 Karten und erschien in englischer und japanischer Sprache.                                                                                 |
|        | Duel Decks: Izzet vs. Golgari                                  | 7. September 2012 | 90 Karten           | Dieses Duel-Decks-Set enthält jeweils ein blau/rotes Izzet- und ein schwarz/grünes Golgari-Deck mit jeweils 60 Karten und erschien in englischer und japanischer Sprache. |
|        | Duel Decks: Sorin vs. Tibalt                                   | 15. März 2013     | 80 Karten           | Dieses Duel-Decks-Set enthält ein weiß/schwarzes Deck um Sorin, Lord of Innistrad und ein rot/schwarzes Deck um Tibalt, the Fiend-Blooded mit jeweils 60 Karten und erschien in englischer und japanischer Sprache.                                                            |
|        | Duel Decks: Heroes vs. Monsters                                | 6. September 2013 | 81 Karten           | Dieses Duel-Decks-Set enthält ein rot/weißes Heroes-Deck und ein grün/rotes Monster-Deck mit jeweils 60 Karten und erschien in englischer und japanischer Sprache. |
|        | Duel Decks: Jace vs. Vraska                                    | 14. März 2014     | 88 Karten           | Dieses Duel-Decks-Set enthält ein blaues Deck um Jace, Architect of Thought und ein schwarz/grünes Deck um Vraska the Unseen mit jeweils 60 Karten und erschien in englischer und japanischer Sprache.                                                                         |
|        | Duel Decks: Speed vs Cunning                                   | 5. September 2014 | 81 Karten           | Dieses Duel-Decks-Set enthält ein Jeskai (weiß, blau, rot) und ein Mardu (weiß, schwarz, rot) Deck mit jeweils 60 Karten. |
|        | Duel Decks: Anthology                                          | 5. Dezember 2014  | 249 Karten          | Dieses Set ist ein Reprint der ersten vier Duel Decks in einer Box mit dem 2014 neu eingeführten Layout. |
|        | Duel Decks: Elspeth vs. Kiora                                  | 27. Februar 2015  | 65 Karten           | Dieses Duel-Decks-Set enthält ein weißes Deck um Elspeth, Sun's Champion und ein blau/grünes Deck um Kiora the Crashing Wave mit jeweils 60 Karten. |
|        | Duel Decks: Zendikar vs. Eldrazi                               | 28. August 2015   | 75 Karten           | Dieses Set enthält ein grün/weißes Zendikar-Deck rund um die Mechaniken Landung und Verbündete, sowie ein schwarz/rotes Eldrazi-Deck mit jeweils 60 Karten. 6 Karten sind Vorschaukarten zum Set Battle For Zendikar.                                                          |
|        | Duel Decks: Blessed vs. Cursed                                 | 26. Februar 2016  | 76 Karten           | Enthalten ist ein schwarz/blaues und ein weiß/blaues Deck mit jeweils 60 Karten. |
|        | Duel Decks: Nissa vs. Ob Nixilis                               | 2. September 2016 | 75 Karten           | Enthalten ist ein Deck um die Planeswalkerin Nissa und ein Deck um den Dämonen-Planeswalker Ob Nixilis. |
|        | Duel Decks: Mind vs. Might                                     | 31. März 2017     | 65 Karten           | |
|        | Duel Decks: Merfolk vs. Goblins                                | 10. November 2017 | 63 Karten           | |
|        | Duel Decks: Elves vs. Inventors                                | 6. April 2018     | 75 Karten           | |

### Sonstige Editionen
| Symbol | Edition Deutscher Name                     | Veröffentlichung  | verschiedene Karten | Bemerkung |
| ------ | ------------------------------------------ | ----------------- | ------------------- | --- |
| kein   | Collectors' Edition                        | Dezember 1993     | 302 Karten          | Bei diesem Sammlerset wurden alle 302 Karten der Beta-Edition mit zusätzlichen 61 Standardländern in einer Box vertrieben. Die Kartenrückseite hat einen goldenen Rand und den Schriftzug Collectors' Edition, sodass die Karten nicht turnierlegal sind. Es wurden 10000 Boxen hergestellt. |
| kein   | International Edition                      | Dezember 1993     | 302 Karten          | Ähnlich wie bei der Collectors' Edition wurden bei diesem Sammlerset alle 302 Karten der Beta-Edition mit zusätzlichen 61 Standardländern in einer Box vertrieben. Die Kartenrückseite hat einen goldenen Rand und den Schriftzug International Edition, sodass die Karten nicht turnierlegal sind. Es wurden 5000 Boxen hergestellt. |
|        | Chronicles                                 | Juli 1995         | 125 Karten          | Die erste weißrandige Erweiterung, da sie aus Nachdrucken einzelner Karten der früh vergriffenen Serien Arabian Nights, Legends, Antiquities und The Dark besteht. Sie erschien auf Englisch und Japanisch. |
|        | Renaissance                                | August 1995       | 122 Karten          | Eine schwarzrandige Erweiterung, erschienen in deutscher, französischer und italienischer Sprache, aber nicht in englischer. Sie enthält die Karten, die neu in die vierte Edition aufgenommen wurden, aber noch nicht in der jeweiligen Sprache als schwarzrandige Limitierte Auflage erschienen waren. Ursprünglich stammen die Karten aus den Serien Arabian Nights, Legends, Antiquities und The Dark. Die italienische Ausgabe enthält nur 60 Karten, da „Legends“ und „The Dark“ bereits in italienischer Sprache erschienen. |
|        | Portal                                     | Juni 1997         | 215 Karten          | Ein Set, welches für Einsteiger konzipiert wurde und vereinfachte Regeln enthält. Die Karten mit schwarzem Rand bestehen nur aus Standardländern, Kreaturen und Hexereien. |
|        | Portal Second Age Portal Zweites Zeitalter | Juni 1998         | 165 Karten          | Eine Erweiterung zu Portal, die aber auch allein gespielt werden kann. Das schwarzrandige Set enthält neben Standardländern nur Kreaturen und Hexereien und die Regeln sind wieder einfacher gehalten. |
|        | Unglued                                    | August 1998       | 88 Karten           | Unglued ist eine Spaßerweiterung, die nicht für den Turniergebrauch gedacht ist. Alle Karten haben einen silberfarbenen Rand außer den Standardländern, die als einzige Karten dieser Erweiterung turnierlegal sind. |
|        | Portal Three Kingdoms                      | Mai 1999          | 180 Karten          | Die zweite Erweiterung zu Portal erschien nur im asiatischen Raum auf Englisch, Japanisch und Chinesisch und handelt von den chinesischen Drei Reichen Wu, Shu und Wei. Das Set enthält wieder nur Kreaturen, Hexereien und Standardländer. Alle Illustrationen auf den weißrandigen Karten wurden von chinesischen Künstlern erstellt. |
|        | Starter 1999                               | Juli 1999         | 173 Karten          | Dieses weißrandige Einsteigerset, wieder nur aus Standardländern, Hexereien und Kreaturen bestehend, erschien nur auf Englisch. |
| kein   | Starter 2000                               | Juli 2000         | 58 Karten           | Dieses weißrandige Einsteigerset, wieder nur aus Standardländern, Hexereien und Kreaturen bestehend, erschien wieder in mehreren Sprachen, so auch auf Deutsch. |
|        | Unhinged                                   | 19. November 2004 | 140 Karten          | Unhinged ist eine Spaßerweiterung, die nicht turnierlegal ist und als Nachfolger von Unglued gilt. Alle Karten haben einen silberfarbenen Rand außer den Standardländern, die als einzige Karten dieser Erweiterung turnierlegal sind. |

## Vanguardkarten
Vanguardkarten sind größer als gewöhnliche Magicspielkarten. Diese Magicspielkarten wurden zuletzt im April des Jahres 1999 gedruckt und sind auf Turnieren grundsätzlich verboten. Vanguardkarten befinden sich von Anfang an im Spiel. Sie haben weder Stärke noch Widerstandskraft, sondern wirken auf die Lebenspunkte des Spielers und die Anzahl der Karten, die er von Anfang an auf der Hand hat und gleichzeitig seine maximale Handkartenzahl ist, ein. Mit einer Vanguardkarte ist es so zum Beispiel möglich, bis zu acht Karten auf der Hand zu halten oder mit 27 Lebenspunkten zu starten. Oft haben sie auch andere Fähigkeiten, wie etwa die Karte Sliver Queen, Brood Mother, die es einem Spieler erlaubt, unter Einsatz von Mana Kreaturenspielsteine ins Spiel zu bringen. Sie gelten aber nicht wirklich als Teil des Spiels und sind daher auch nicht aus dem Spiel heraus beeinflussbar.